# Лукама (Северна Каролина)
Лукама (енгл. Lucama) град је у америчкој савезној држави Северна Каролина.

## Демографија
По попису из 2010. године број становника је 1.108, што је 261 (30,8%) становника више него 2000. године.
| Група             | 2000.       | 2010.       |
| Белци             | 648 (76,5%) | 503 (45,4%) |
| Афроамериканци    | 137 (16,2%) | 276 (24,9%) |
| Азијати           | 4 (0,5%)    | 0 (0,0%)    |
| Хиспаноамериканци | 55 (6,5%)   | 307 (27,7%) |
| Укупно            | 847         | 1.108       |